# Grönländische Badmintonmeisterschaft
Grönländische Meisterschaften im Badminton werden seit 1974 ausgetragen. Juniorenmeisterschaften finden seit 1980 statt, Mannschaftsmeisterschaften seit 2000. Internationale Titelkämpfe von Grönland gibt es bisher nicht.

## Die Titelträger
| Saison | Herreneinzel          | Dameneinzel            | Herrendoppel                               | Damendoppel                                     | Mixed                                       |
| ------ | --------------------- | ---------------------- | ------------------------------------------ | ----------------------------------------------- | ------------------------------------------- |
| 1974   | Poul Lester           | Kirsten S. Petersen    | Poul Lester Karl Stephenson                | Kirsten S. Petersen Margit Motzfeldt            | Karl Stephenson Kirsten S. Petersen         |
| 1975   | Poul Lester           | Maybrit Madsen         | Poul Lester Karl Stephenson                | Kirsten S. Petersen Margit Motzfeldt            | Karl Stephenson Kirsten S. Petersen         |
| 1980   | Albrecht Damgaard     | Hansignâraĸ Lennert    | Albrecht Damgaard Karl Stephenson          | Hansignâraĸ Lennert Inger Marie Sørensen        | Albrecht Damgaard Anni Iversen              |
| 1981   | Lennert Hansen        | Albertine Olsen        | Albrecht Damgaard Lennert Hansen           | Anne Lise Kreutzmann Margit Motzfeldt           | Lennert Hansen Anni Olesen                  |
| 1982   | Lennert Hansen        | Albertine Olsen        | Albrecht Damgaard Lennert Hansen           | Anne Lise Kreutzmann Margit Motzfeldt           | Lennert Hansen Anni Olesen                  |
| 1983   | Lennert Hansen        | Susanne Sørensen       | Albrecht Damgaard Lennert Hansen           | Susanne Sørensen Anni Damgaard                  | Erling Sørensen Susanne Sørensen            |
| 1984   | Albrecht Damgaard     | Susanne Sørensen       | Albrecht Damgaard Lennert Hansen           | Susanne Sørensen Anni Damgaard                  | Erling Sørensen Susanne Sørensen            |
| 1985   | Lennert Hansen        | Dorthe Andersen        | Albrecht Damgaard Lennert Hansen           | Anne Marie Høegh Nanna Høegh                    | Lennert Hansen Anni Damgaard                |
| 1986   | Lennert Hansen        | Dorthe Andersen        | Albrecht Damgaard Lennert Hansen           | Janne Brandt Anette Hjerresen                   | Lennert Hansen Anni Damgaard                |
| 1987   | Lennert Hansen        | Juliane Brønlund       | Albrecht Damgaard Lennert Hansen           | Janne Brandt Anette Hjerresen                   | Lennert Hansen Janne Brandt                 |
| 1988   | Lennert Hansen        | Janne Brandt           | Albrecht Damgaard Lennert Hansen           | Janne Brandt Anette Hjerresen                   | Lennert Hansen Anne Marie Høegh             |
| 1989   | Albrecht Damgaard     | Janne Brandt           | Tom Stilling Carsten Frank Hansen          | Janne Brandt Anette Hjerresen                   | Lennert Hansen Janne Brandt                 |
| 1990   | Albrecht Damgaard     | Janne Brandt           | Albrecht Damgaard Lennert Hansen           | Janne Brandt Lotte Trussel                      | Tom Stilling Lotte Trussel                  |
| 1991   | Lennert Hansen        | Lotte Trussel          | Albrecht Damgaard Lennert Hansen           | Anni Damgaard Lotte Trussel                     | Tom Stilling Lotte Trussel                  |
| 1992   | Lennert Hansen        | Albertine Filemonsen   | Albrecht Damgaard Lennert Hansen           | Lisa Nathansen Albertine Filemonsen             | Tom Stilling Lotte Trussel                  |
| 1993   | Albrecht Damgaard     | Nanna Damborg          | Tom Stilling Kim Holmgaard                 | Tina Ingemann Nanna Damborg                     | Tom Stilling Anni Damgaard                  |
| 1994   | Lennert Hansen        | Albertine Filemonsen   | Tom Stilling Kim Holmgaard                 | Gitte Absalonsen Juliane Brønlund               | Tom Stilling Anni Damgaard                  |
| 1995   | Lennert Hansen        | Nanna Damborg          | Carsten Frank Hansen Kim Holmgaard         | Tina Ingemann Nanna Damborg                     | Lennert Hansen Albertine Filemonsen         |
| 1996   | Lennert Hansen        | Heidi Skov             | Lennert Hansen Tom Stilling                | Tina Ingemann Birgithe Th. Høegh                | Tom Stilling Anni Damgaard                  |
| 1997   | Albrecht Damgaard     | Heidi Skov             | Kim Holmgaard Carsten Frank Hansen         | Heidi Skov Lisbeth Jerimiassen                  | Frank Bagger Heidi Skov                     |
| 1998   | Albrecht Damgaard     | Lisbeth Jerimiassen    | Lennert Hansen Tom Stilling                | Lisbeth Jerimiassen Juliane B. Johansen         | Stephen Bihl Anni Damgaard                  |
| 1999   | Albrecht Damgaard     | Albertine Filemonsen   | Lennert Hansen Albrecht Damgaard           | Juliane B. Johansen Tina Ingemann               | Tom Stilling Juliane B. Johansen            |
| 2000   | Frank Bagger          | Lisbeth Jerimiassen    | Albrecht Damgaard Frank Bagger             | Sonja Sørensen Una Langgaard                    | Tom Stilling Juliane B. Johansen            |
| 2001   | Frank Bagger          | Heidi Skov             | Tom Stilling Lennert Hansen                | Susanne Wahlbom Nauja Bianco                    | Frank Bagger Heidi Skov                     |
| 2002   | Frank Bagger          | Heidi Skov             | Tom Stilling Kim Holmgaard                 | Heidi Skov Lisbeth Jerimiassen                  | Frank Bagger Heidi Skov                     |
| 2003   | Mininnguaq Kleist     | Heidi Skov             | Frank Bagger Bror Madsen                   | Heidi Skov Lisa Nathansen                       | Frank Bagger Heidi Skov                     |
| 2004   | Mininnguaq Kleist     | Helene Jansen          | Bror Madsen Peri Fleischer                 | Tina Ingemann Hansignâraĸ Boassen               | Bror Madsen Gitte Absalonsen                |
| 2005   | Frederik Elsner       | Pilunnguaq Chemnitz    | Frank Bagger Bror Madsen                   | Pilunnguaq Chemnitz Karen Christensen           | Tom Nielsen Else Høegh Møller               |
| 2006   | Frederik Elsner       | Heidi Skov             | Frank Bagger Bror Madsen                   | Aviaaja Geisler Heidi Skov                      | Frank Bagger Heidi Skov                     |
| 2007   | Bror Madsen           | Mille Kongstad         | Frederik Elsner Eigil Bay Johansen         | Else Høegh Møller Mille Kongstad                | Bror Madsen Juliane B. Johansen             |
| 2008   | Bror Madsen           | Mille Kongstad         | Frederik Elsner Mininnguaq Kleist          | Aviaaja Geisler Mille Kongstad                  | Bror Madsen Juliane B. Johansen             |
| 2009   | Bror Madsen           | Mille Kongstad         | Frederik Elsner Mininnguaq Kleist          | Aviaaja Geisler Mille Kongstad                  | Bror Madsen Juliane B. Johansen             |
| 2010   | Bror Madsen           | Mille Kongstad         | Frederik Elsner Mininnguaq Kleist          | Aviaaja Geisler Mille Kongstad                  | Bror Madsen Juliane B. Johansen             |
| 2011   | Frederik Elsner       | Sara L. Jacobsen       | Frederik Elsner Mininnguaq Kleist          | Juliane B. Johansen Tina Madsen                 | Mininnguaq Kleist Susanne Wahlbom           |
| 2012   | Frederik Elsner       | Sara L. Jacobsen       | Frederik Elsner Mininnguaq Kleist          | Rina Lorentzen Sara L. Jacobsen                 | Jens Frederik Nielsen Rina Lorentzen        |
| 2013   | Bror Madsen           | Mille Kongstad         | Bror Madsen Taatsi Pedersen                | Aviaaja Geisler Mille Kongstad                  | Bror Madsen Juliane Brønlund                |
| 2014   | Jens Frederik Nielsen | Pernille Levinsky      | Jens Frederik Nielsen Mads Nyvold          | Susanne Wahlbom Pernille Levinsky               | Jens Frederik Nielsen Pernille Levinsky     |
| 2015   | Bror Madsen           | Anja Skov Kjeldsen     | Bror Madsen Karl Jakob Thomassen           | Aviaaja Geisler Hedvig Broberg                  | Bror Madsen Juliane Brønlund                |
| 2016   | Frederik Elsner       | Sara L. Jacobsen       | Frederik Elsner Jens Frederik Nielsen      | Susanne Wahlbom Sara L. Jacobsen                | Frederik Elsner Susanne Wahlbom             |
| 2017   | Jens Frederik Nielsen | Sara L. Jacobsen       | Frederik Elsner Jens Frederik Nielsen      | Susanne Wahlbom Sara L. Jacobsen                | Jens Frederik Nielsen Malu P. Degn          |
| 2018   | Jens Frederik Nielsen | Milka Brønlund         | Frederik Elsner Jens Frederik Nielsen      | Cecilia Josefsen Pilunnguaq A. Hegelund         | Jens Frederik Nielsen Malu P. Degn          |
| 2019   | Jens Frederik Nielsen | Sara L. Jacobsen       | Frederik Elsner Jens Frederik Nielsen      | Susanne Wahlbom Sara L. Jacobsen                | Frederik Elsner Nina Høegh Møller           |
| 2020   | abgesagt              | abgesagt               | abgesagt                                   | abgesagt                                        | abgesagt                                    |
| 2021   | Jens Frederik Nielsen | Tina Amassen Rafaelsen | Jens Frederik Nielsen Sequssuna F. Schmidt | Tina Amassen Rafaelsen Karolina Josenius        | Frank Bagger Malu P. Degn                   |
| 2022   | Jens Frederik Nielsen | Tina Amassen Rafaelsen | Jens Frederik Nielsen Sequssuna F. Schmidt | Tina Amassen Rafaelsen Thrune Amassen Rafaelsen | Christian Bisgaard Tina Amassen Rafaelsen   |
| 2023   | Jens Frederik Nielsen | Sara L. Jacobsen       | Sebastian Bendtsen Toke Ketwa Driefer      | Tina Amassen Rafaelsen Cecilia Josefsen         | Maluk Christoffersen Emilie Sørensen        |
| 2024   | Toke Ketwa Driefer    | Emilie Sørensen        | Jens Frederik Nielsen Maluk Christoffersen | Tina Amassen Rafaelsen Cecilia Josefsen         | Maluk Christoffersen Emilie Sørensen        |
| 2025   | Toke Ketwa Driefer    | Sara Lindskov Jacobsen | Julian King Arleth Maluk Christoffersen    | Tina Amassen Rafaelsen Sara Lindskov Jacobsen   | Maluk Christoffersen Sara Lindskov Jacobsen |